# Konrad Klapheck
Konrad Klapheck (nacido en Düsseldorf el 10 de febrero de 1935-30 de julio de 2023) fue un pintor y artista gráfico alemán cuyo estilo pictórico combina los rasgos del realismo, el surrealismo y el Pop art. 

## Carrera artística
Las pinturas que empezó a exponer en los años cincuenta, a menudo de gran tamaño, son precisas, representativas, y aparentemente realistas descripciones de equipo técnico, maquinaria y objetos cotidianos, pero extrañamente alienados y compuestos nuevamente, de manera que se convierten en iconos o monumentos. Sus temas a través de los años han incluido (en orden de introducción) máquinas de escribir, máquinas de coser, grifos y duchas, teléfonos, planchas, zapatos, llaves, sierras, neumáticos, timbres de bicicleta y relojes. Desde alrededor de 1992 – 2002 se dedicó a pintar a amigos, colegas, y celebridades de la escena artística internacional. Fue también profesor en la Kunstakademie Düsseldorf.